# Buthacus yotvatensis
Espèce
Buthacus yotvatensis est une espèce de scorpions de la famille des Buthidae.

## Distribution
Cette espèce se rencontre en Israël et en Jordanie entre −294 et 345 m d'altitude dans l'Arabah et le Néguev,.

## Description
Les mâles mesurent de 61,9 à 71,9 mm et les femelles de 71,7 à 85,1 mm.

## Systématique et taxinomie
Cette espèce a été décrite par Levy, Amitai et Shulov en 1973. Elle est placée en synonymie avec Buthacus macrocentrus par Kovařík en 2005. Elle est relevée de synonymie par Cain, Gefen et Prendini en 2021.

## Étymologie
Son nom d'espèce, composé de yotvat[a] et du suffixe latin -ensis, « qui vit dans, qui habite », lui a été donné en référence au lieu de sa découverte, Yotvata.

## Publication originale
- Levy, Amitai & Shulov, 1973 : « New scorpions from Israel, Jordan and Arabia. » Zoological Journal of the Linnean Society, vol. 52, no 2, p. 113-140.